# Calliephialtes deyanirae
Calliephialtes deyanirae är en stekelart som beskrevs av Ian D. Gauld 1991. Calliephialtes deyanirae ingår i släktet Calliephialtes och familjen brokparasitsteklar. Inga underarter finns listade.